# Saint-Hippolyte-de-Montaigu
Saint-Hippolyte-de-Montaigu este o comună în departamentul Gard din sudul Franței. În 2009 avea o populație de 240 de locuitori.

## Evoluția populației
| An        | 1975 | 1982 | 1990 | 1999 | 2006 | 2009 |
| --------- | ---- | ---- | ---- | ---- | ---- | ---- |
| Populație | 89   | 95   | 99   | 116  | 219  | 240  |